# Souběh trestných činů
Souběh trestných činů (skutečný souběh, někdy alternativně konkurence trestných činů) je kvalifikovanou formou trestné činnosti pluralitní. Označuje v trestním právu případ, kdy stejný pachatel spáchal dva nebo více trestných činů dříve, než byl za některý z nich vyhlášen soudem prvního stupně odsuzující rozsudek nebo obviněnému doručen trestní příkaz. Z definice souběhu vyplývá, že hranicí, oddělující sbíhající se trestné činy je okamžik vyhlášení odsuzujícího rozsudku, který musí v nějakém okamžiku nabýt právní moci. Pokud by rozsudek později právní moci nenabyl, nelze k němu přihlížet. Souběh je možný pouze mezi trestnými činy, vyloučen je tedy mezi trestným činem a přestupkem či mezi trestným činem a činem jinak trestným (např. krajní nouze). Souběh jakožto pluralitní trestná činnost vykazuje vyšší míru závažnosti a slouží v trestním řízení pro odpovídající vystižení a postižení podstaty této formy kriminality. Je obecnou přitěžující okolností a podléhá speciálnímu režimu trestání.
O souběh půjde bez ohledu na skutečnost, kdy sbíhající se trestné činy vyšly najevo. Není rozhodné, zda o sbíhajících se trestných činech bylo vedeno společné trestní řízení. O souběh půjde i tehdy, jestliže po odsouzení za jeden trestný čin vyjde najevo, že odsouzený i před vyhlášením odsuzujícího rozsudku soudem prvního stupně spáchal další trestný čin, který byl v době prvního trestního řízení latentní. V těchto případech ale musí jít o souběh vícečinný, neboť v případě jednočinného souběhu by nové trestní stíhání bylo vyloučeno aplikací zásady ne bis in idem – ne dvakrát v téže věci. 
Podle vztahů trestných činů ke skutku (skutkům) je třeba odlišit:
- jednočinný souběh - pachatel jedním skutkem spáchá několik trestných činů
- vícečinný souběh - pachatel více skutky spáchá několik trestných činů

Při jednočinném souběhu jde o konkurenci kvalifikací (zákonů), při vícečinném se jedná o konkurenci dvou (více) skutků. Jednočinným souběhem (též ideální konkurence) jsou shodným jednáním (zcela či částečně) zasaženy různé individuální objekty ochrany a způsobuje různé následky, popř. se jedná o útok na jeden individuální objekt, který však požívá ochrany z více stran. Je přípustný v situacích, kdy si konkurují trestné činy s různou subjektivní stránkou (např. ublížení na zdraví následkem ohrožení pod vlivem návykové látky). Vícečinný souběh (reálná konkurence) předpokládá minimálně dva zcela samostatné skutky, které postupně naplňují skutkové podstaty trestných činů. 
Podle vztahů ke skutkové podstatě (skutkovým podstatám) může jít o jednočinný nebo vícečinný souběh trestných činů:
- stejnorodý
- různonorodý

Při stejnorodém souběhu je jednáním pachatele naplňována stejné skutková podstata, u nestejnorodého souběhu jde o různé skutkové podstaty (podvod, zpronevěra, krádež apod.). 
Kombinací výše uvedených mohou nastat případy jednočinného souběhu stejnorodého či různorodého a vícečinného souběhu stejnorodého či různorodého.

## Zdánlivý souběh
Je definován jako singulární trestná činnost jednoho pachatele, kterou vzhledem k okolnostem skutečný souběh vylučujícím nelze považovat za souběh skutečný. 
- důvody vylučující vícečinný souběh
  - jedná se o pokračující, hromadný či trvající trestný čin nebo o trestný čin opilství
  - faktická konzumpce - závažnějším trestným činem je konzumován předchozí méně nebezpečný subsidiární skutek - pachateli se přičítá pouze závažnější skutek (vylučuje souběh mezi vývojovými stadii a obecnými formaci trestné součinnosti)
- důvody vylučující jednočinný souběh
  - jedná se o pokračující, hromadný či trvající trestný čin nebo o trestný čin opilství
  - jedná se o konkurující si skutkové podstaty (speciální a obecná kvalifikace, základní a kvalifikovaná podstata, složená a základní skutková podstata)
  - faktická konzumpce (je-li jeden trestný čin (vedlejší) malého významu s trestným činem cílovým) - zde je však nutno posuzovat faktický průběh trestné činnosti
  - právní kvalifikace dřívějšího a pozdějšího trestního zákona

Z hlediska viny je zdánlivý souběh příznivější pro pachatele, z hlediska trestání odpadá obecně přitěžující okolnost a neuplatní se zvláštní způsob trestání souběhu. 